# Harvard Review
Harvard Review är en tidskrift om litteratur som utges två gånger om året av Harvard Universitys bibliotekssystem sedan 1986. 

## Balgrund
Den grundades av Stratis Haviaras, bibliotekens poesirums kurator som grundade en tidskrift som då kallades Erato där författare från poesirummen publicerades. Den första utgåvan innehöll en dikt av Seamus Heaney samt flera bokrecensioner. 
Kort därefter döptes den om till Harvard Book Review och växte i storlek. 1992 kom tidskriften att bli en del av Harvard View, en halvårsvis publicerad volym på flera hundra sidor. Haviaras gick i pension 2000 och Christina Thompson efterträdde som redaktör. Samtidigt blev Houghton Library ansvariga utgivare för tidningen. 2009 fick den en onlineversion.
Författare som Arthur Miller, Alice Hoffman, Seamus Heaney, Gore Vidal, David Mamet, Joyce Carol Oates, John Ashbery, Jorie Graham, Jim Crace, John Updike och Thomas McGuane har förekommit i tidskriften.